# 田景邨
田景邨（英語：Tin King Estate）是香港的一個公共屋邨，位於新界屯門新市鎮西北部，於1989年10月1日至1990年7月1日入伙。其後於1999年透過租者置其屋計劃（第二期）把單位出售給所屬租戶，現已成立業主立案法團。
兆畦苑（英語：Siu Kwai Court）是位於田景邨東南面的居屋屋苑，於1990年9月13日入伙。
兆邦苑（英語：Siu Pong Court）是位於田景邨東北面的居屋屋苑，為一個單幢式屋苑，於1991年5月15日入伙。

## 簡介
1980年代初，香港政府將屯門良田村的一大片農地平整發展公共房屋，本邨與毗鄰的良景邨分別興建於原來一山崗之隔的良田村和山雞笏舊址，新建的公共屋邨原本名為「良田邨」，但最後於1985年中分拆良田邨第10至16座並易名為田景邨，而良田邨相應易名為良景邨。田景邨原有7幢樓宇，包括田樂樓、田翠樓、田裕樓、田敦樓、田茵樓、田茂樓以及田逸樓，除田樂樓如期於1989年完工外，其餘樓宇延至1990年才落成。
1990年中，將當時已落成但尚未入伙的田茵樓與田茂樓改裝為居屋屋苑兆畦苑（英語：Siu Kwai Court）；1990年底，原有的田逸樓亦改為居屋屋苑兆邦苑（英語：Siu Pong Court）。
由於早年區內交通不便，此邨出租率較其他屋邨為低。政府曾推出優惠政策來吸引租戶，並容許合資格臨時房屋區居民申請此邨、良景邨或粉嶺華明邨單位，讓他們提前入住永久公營房屋，同時改善出租情況。

## 屋邨資料

### 樓宇

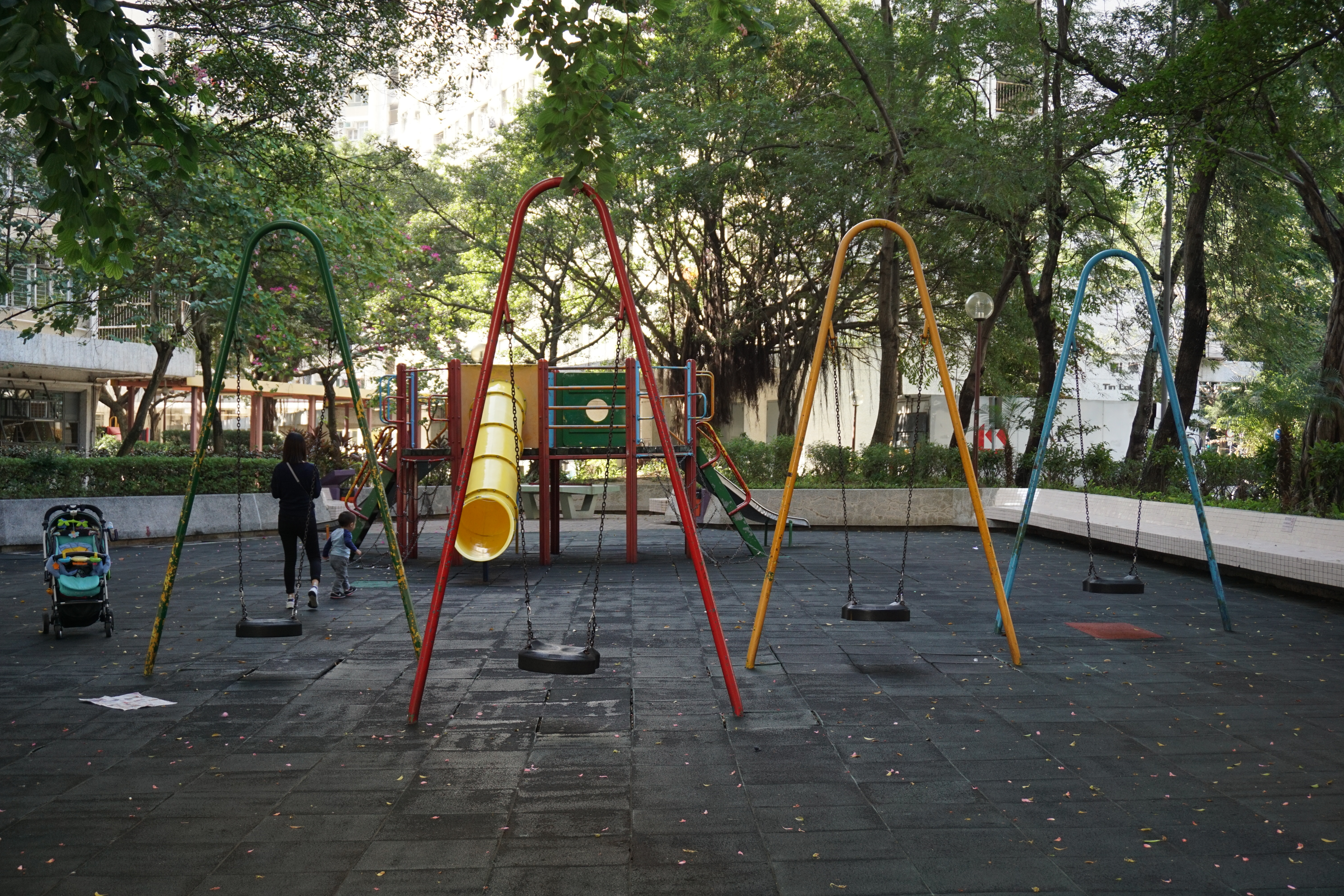
田景邨落成時的兒童遊樂場仍然運作至今

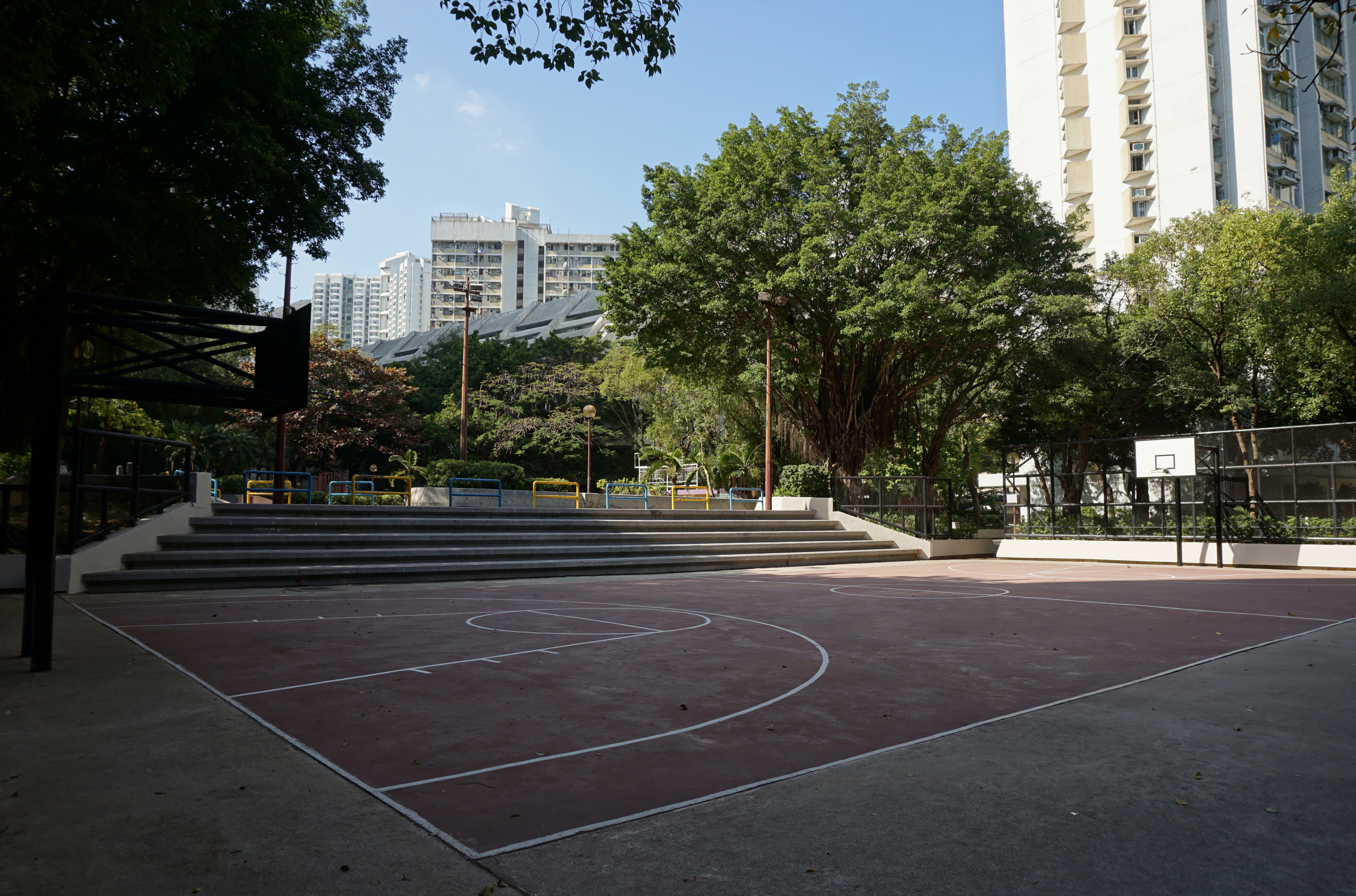
田景邨籃球場

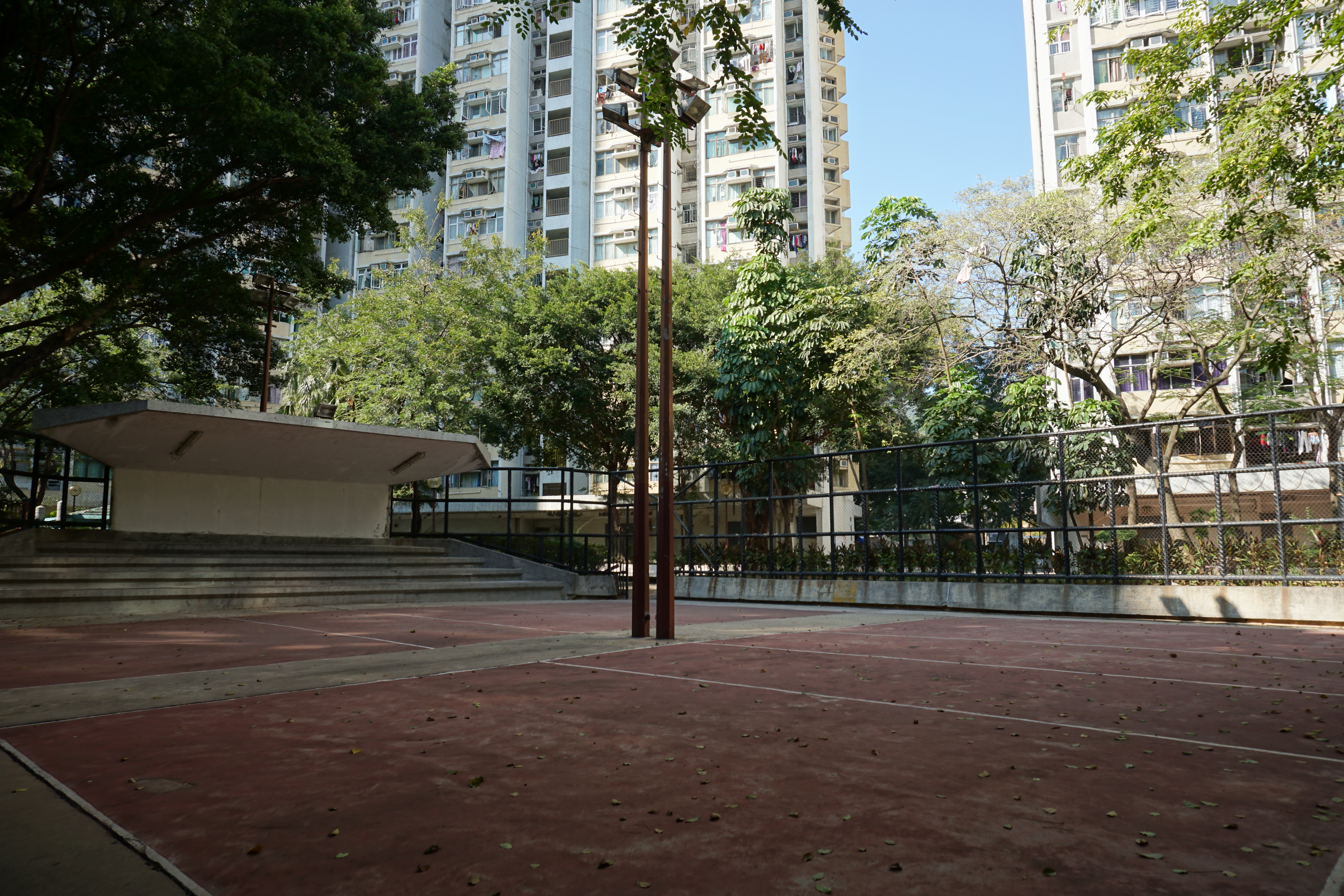
田景邨排球場

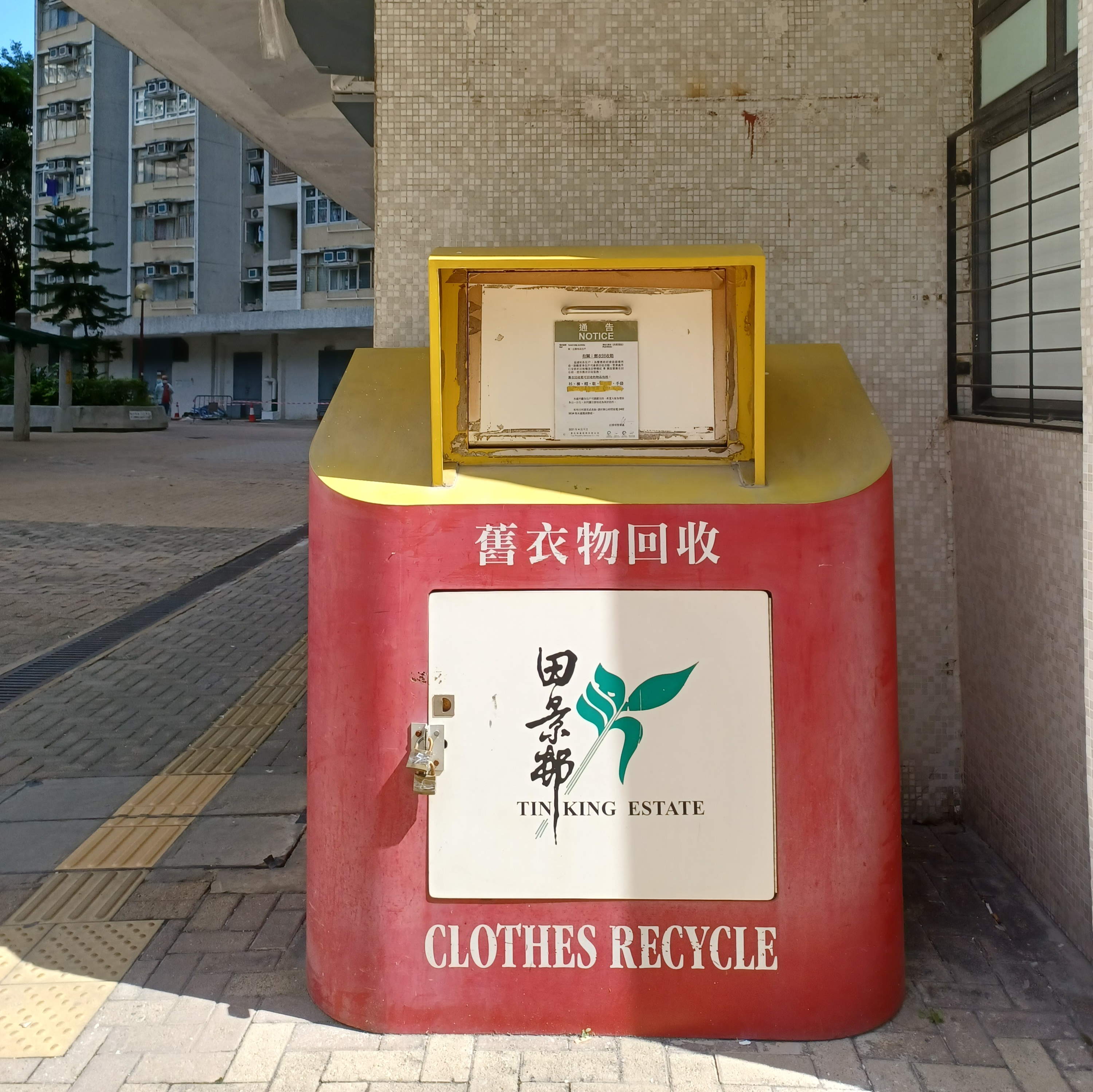
邨內的舊衣物回收箱（2022年）

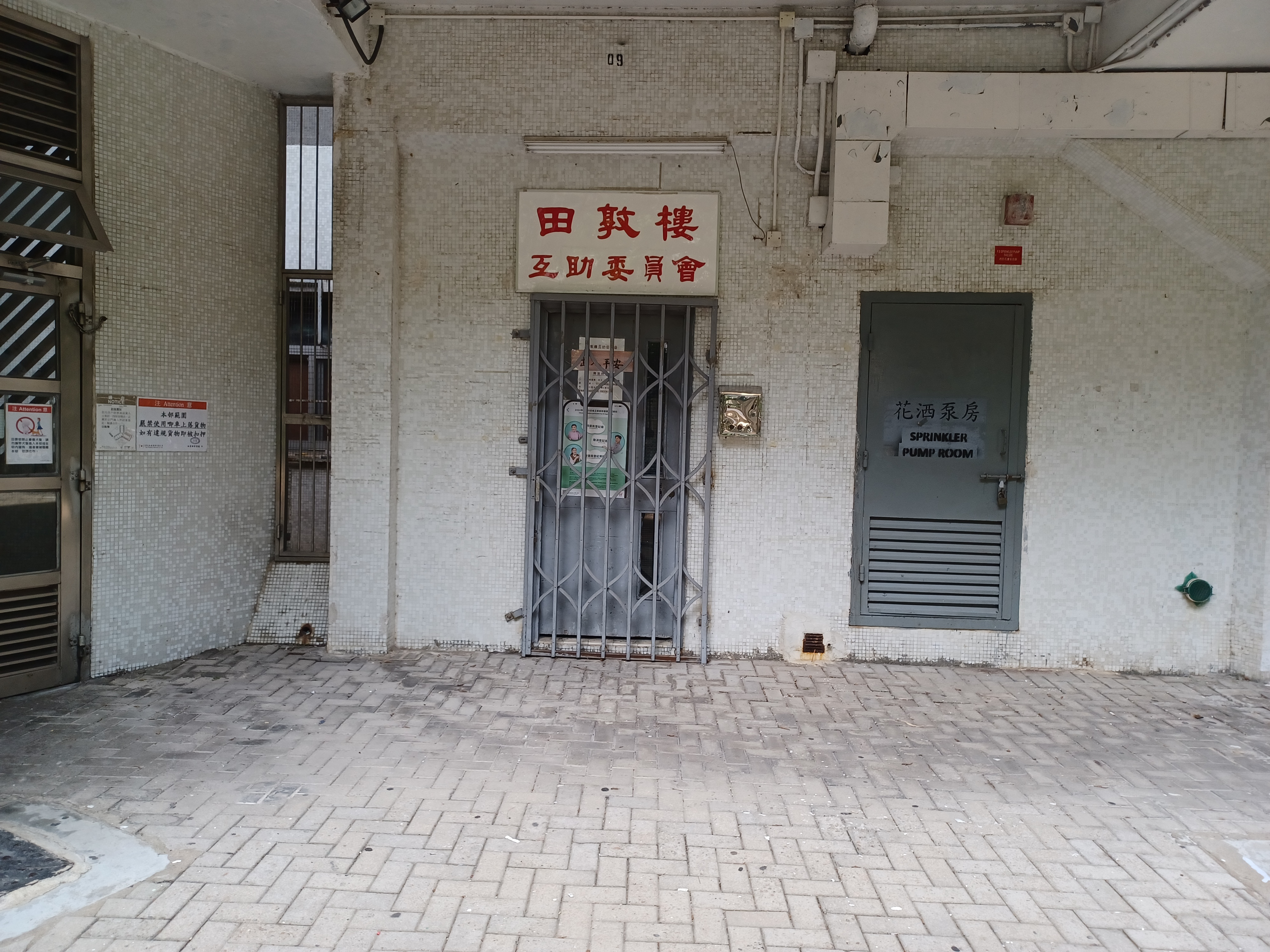
已消失的田敦樓互助委員會

#### 田景邨
| 樓宇名稱（座號） | 樓宇類型            | 落成日期      | 樓宇層數 （住宅層數） | 每層伙數                 | 單位數目（伙） | 承建商   | 提供升降機的廠商               | 期數 |
| ---------------- | ------------------- | ------------- | --------------------- | ------------------------ | -------------- | -------- | ------------------------------ | ---- |
| 田樂樓（第10座） | 新長型 雙翼呈135度  | 1989年10月1日 | 20（2-20樓）          | 34（2樓） 52（其餘樓層） | 970            | 新昌營造 | 通力 TMS                       | 4    |
| 田翠樓（第11座） | Y4型 （早期型設計） | 1990年7月1日  | 35（2-35樓）          | 18                       | 612            | 新昌營造 | 通力 TMS                       | 4    |
| 田裕樓（第12座） | Y3型 （早期型設計） | 1990年7月1日  | 35（2-35樓）          | 24                       | 816            | 新昌營造 | 通力 TMS                       | 4    |
| 田敦樓（第15座） | Y3型 （早期型設計） | 1990年6月1日  | 35（2-35樓）          | 24                       | 816            | 順成建築 | 迅達 Miconic V Transistronic M | 5    |

（第1-8座、第9座以及現時興建中的第17座（詳見良景邨條目）屬於同一項目內的良景邨以及兆隆苑，而第13、14以及16座亦是屬於同一項目內的分拆為居屋屋苑兆畦苑以及兆邦苑，故此略去部份座號。）

#### 兆畦苑
| 樓宇名稱（座號）      | 樓宇類型            | 落成日期      | 樓宇層數 （住宅層數） | 每層伙數 | 單位數目（伙） | 提供升降機的廠商               | 期數 | 原屬樓宇     |
| --------------------- | ------------------- | ------------- | --------------------- | -------- | -------------- | ------------------------------ | ---- | ------------ |
| 兆強閣（第13座／A座） | Y3型 （早期型設計） | 1990年9月13日 | 35                    | 24       | 816            | 迅達 Miconic V Transistronic M | 5    | 田景邨田茵樓 |
| 兆富閣（第14座／B座） | Y4型 （早期型設計） | 1990年9月13日 | 35                    | 18       | 612            | 迅達 Miconic V Transistronic M | 5    | 田景邨田茂樓 |

#### 兆邦苑
| 樓宇名稱（座號）      | 樓宇類型            | 落成年份      | 樓宇層數（住宅層數） | 每層伙數 | 單位數目（伙） | 提供升降機的廠商               | 期數 | 原屬樓宇     |
| --------------------- | ------------------- | ------------- | -------------------- | -------- | -------------- | ------------------------------ | ---- | ------------ |
| 兆邦苑（第16座／A座） | Y4型 （早期型設計） | 1991年5月15日 | 35                   | 18       | 612            | 迅達 Miconic V Transistronic M | 5    | 田景邨田逸樓 |

## 社區設施

### 民生設施
- 良景廣場：良田區屋邨及屋苑居民共用的商場，共有三層高，包含良景市集及表演場地。
- 良田體育館：室內籃球、羽毛球、排球及乒乓球場館。
- 良景郵政局：良景商場地下

#### 田景邨休憩設施

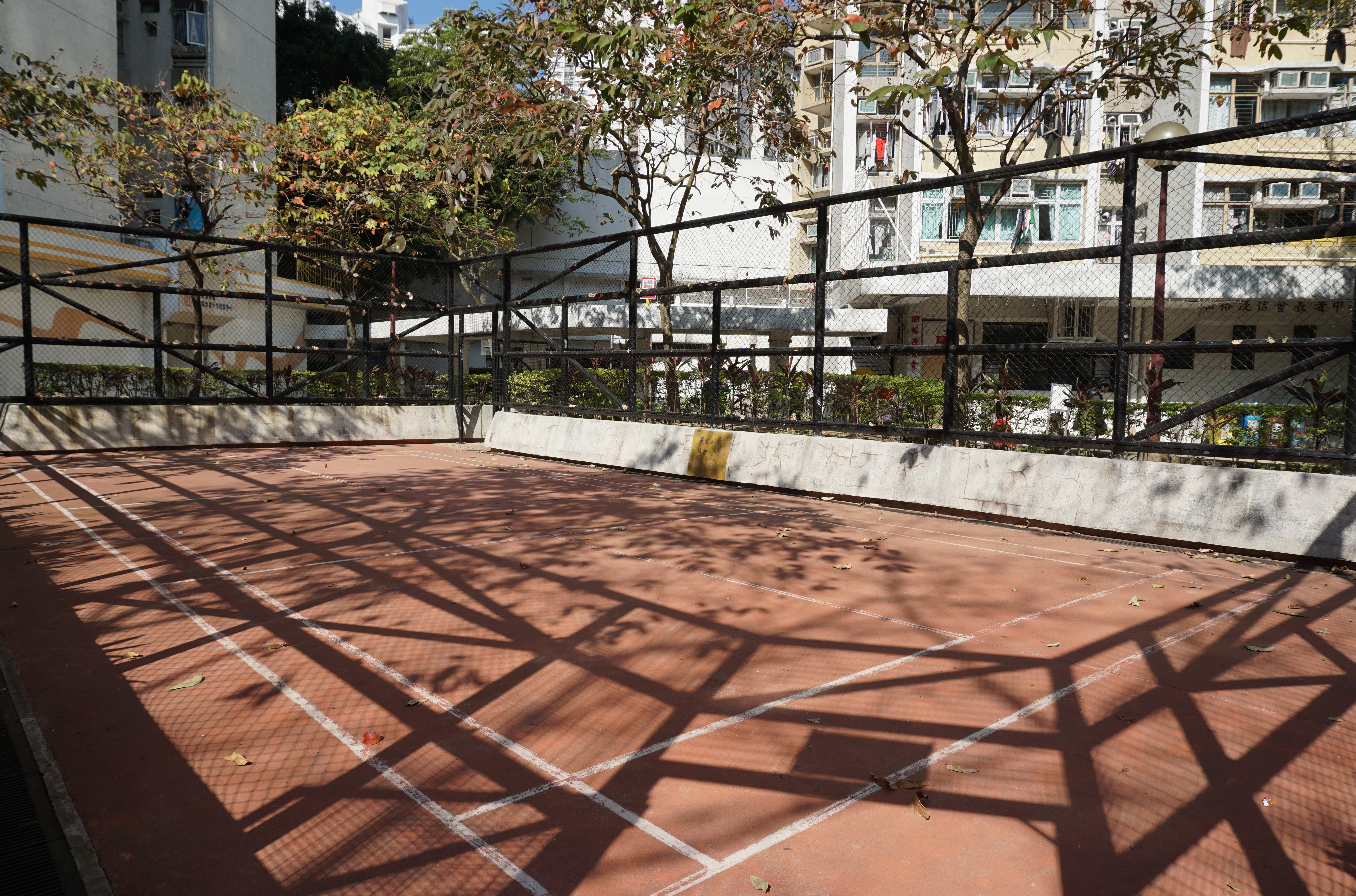
羽毛球場
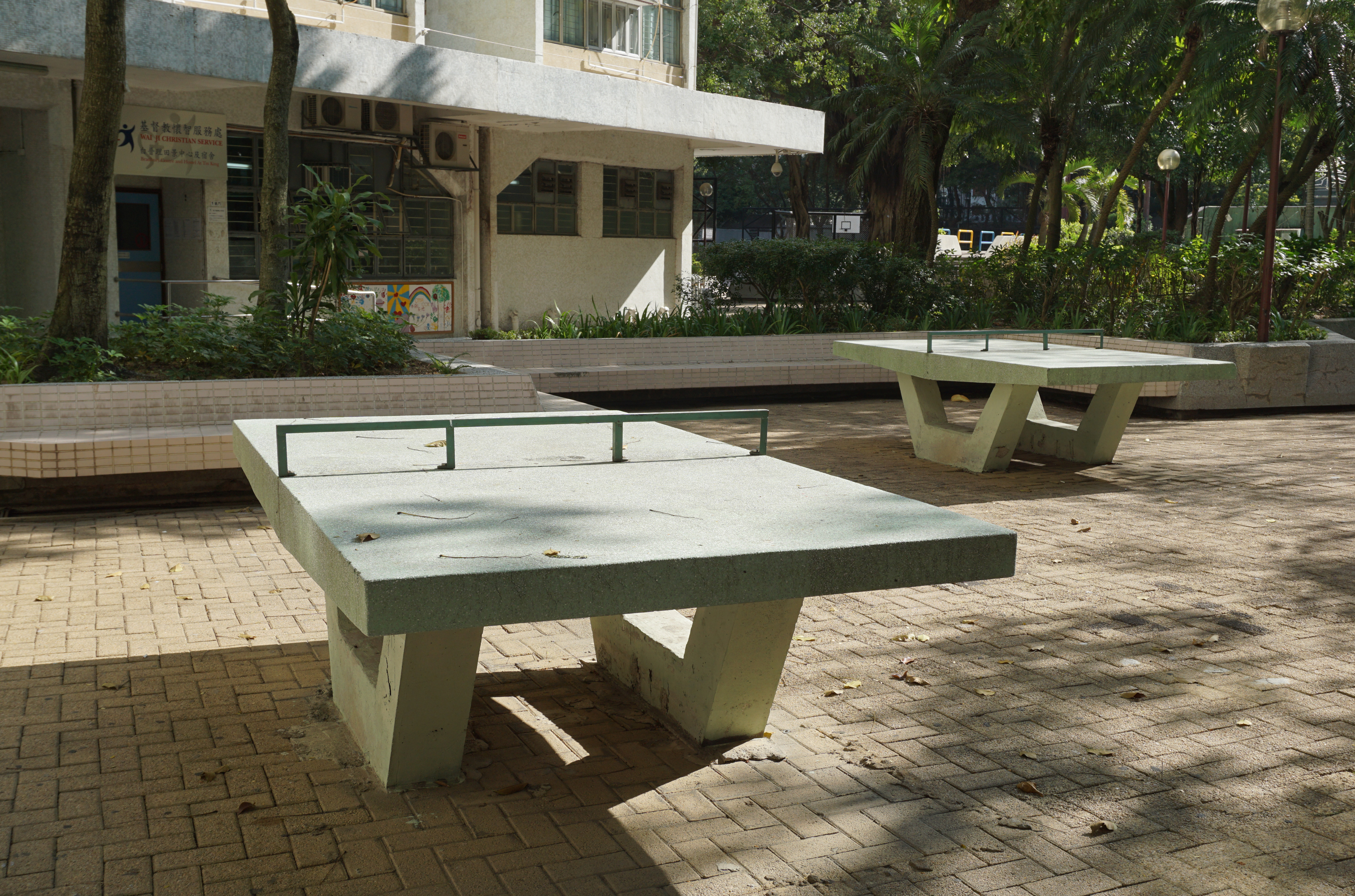
乒乓球區
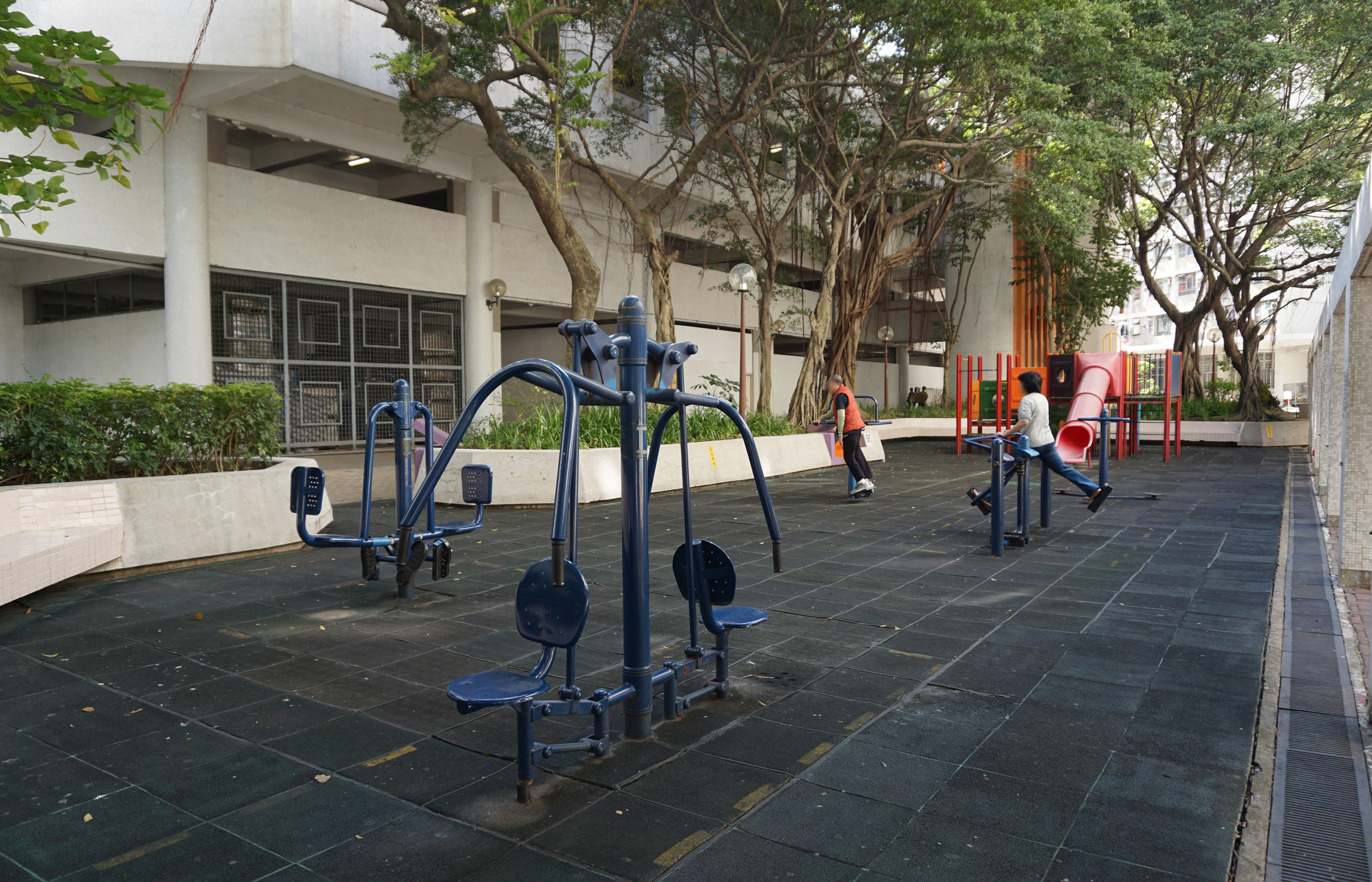
健體區
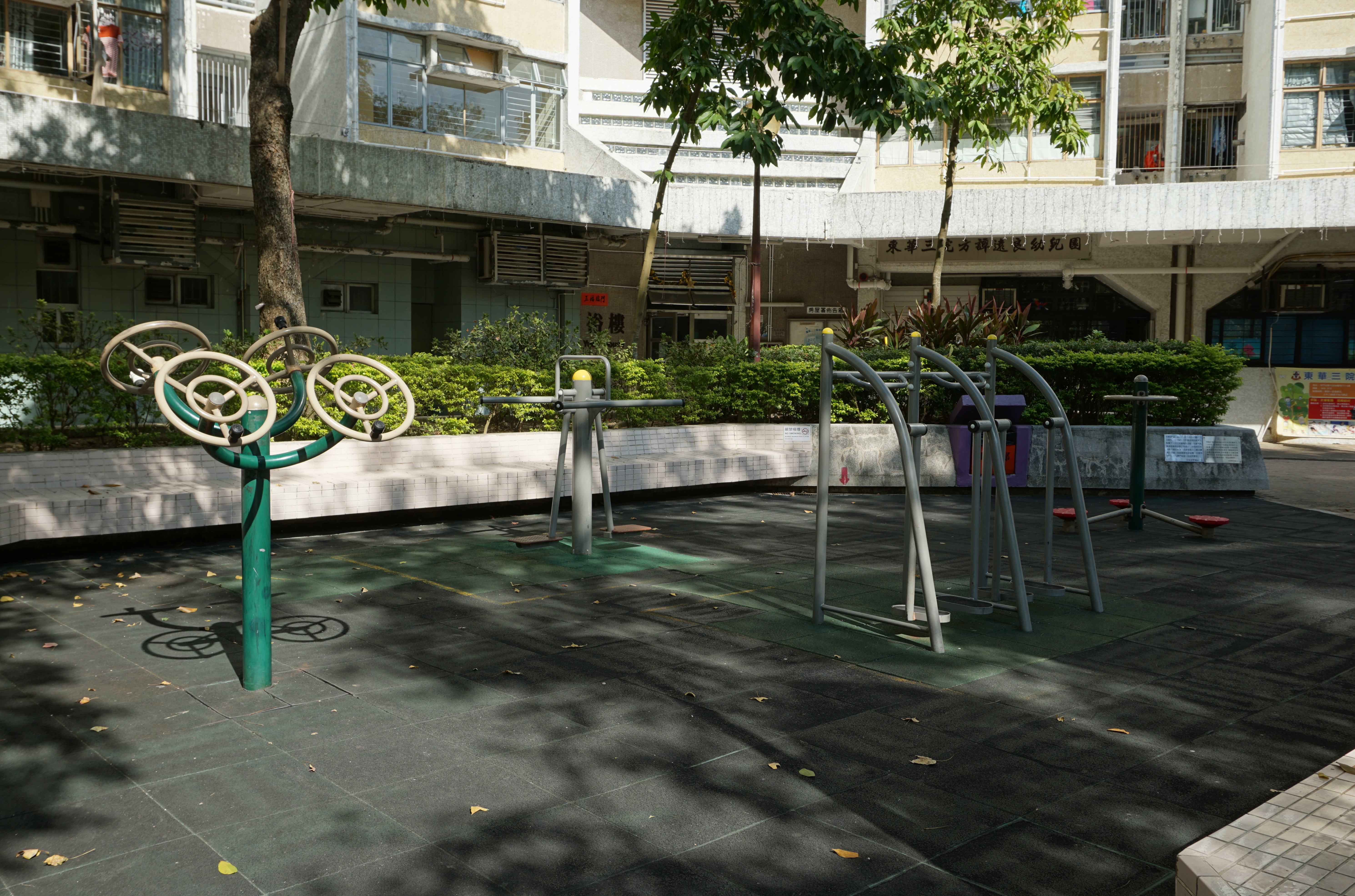
健體區（2）
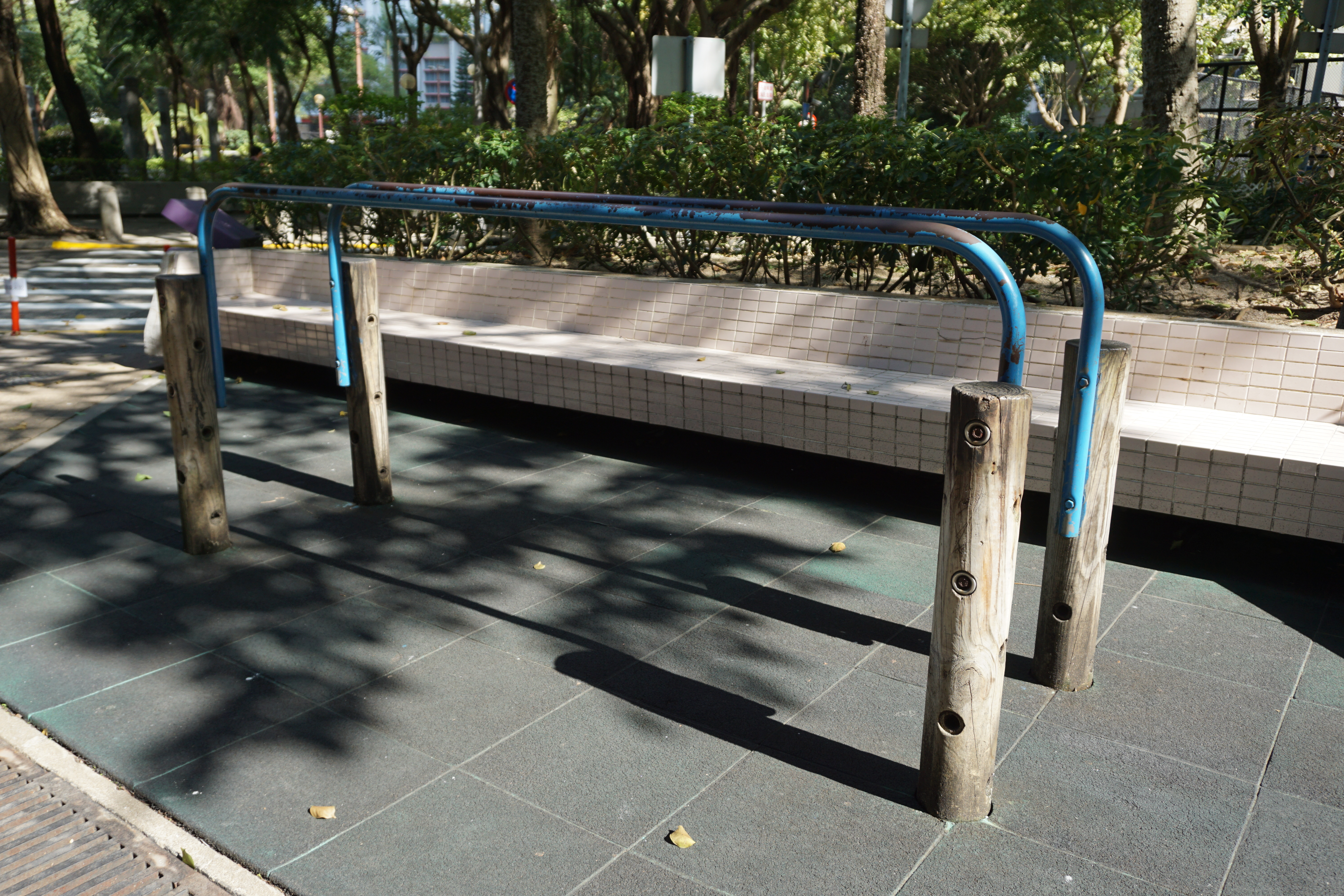
健體區（3）
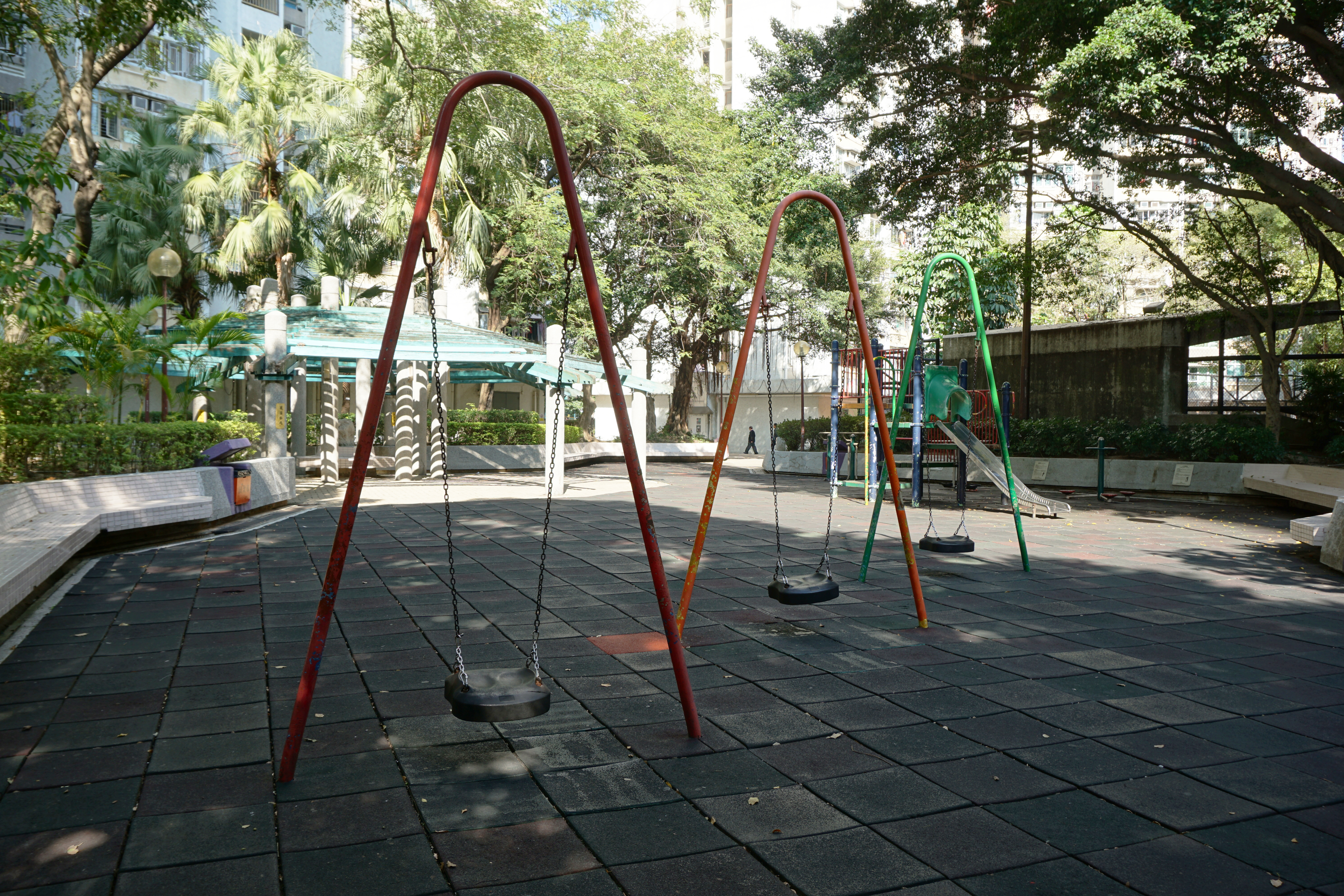
兒童遊樂場（2）
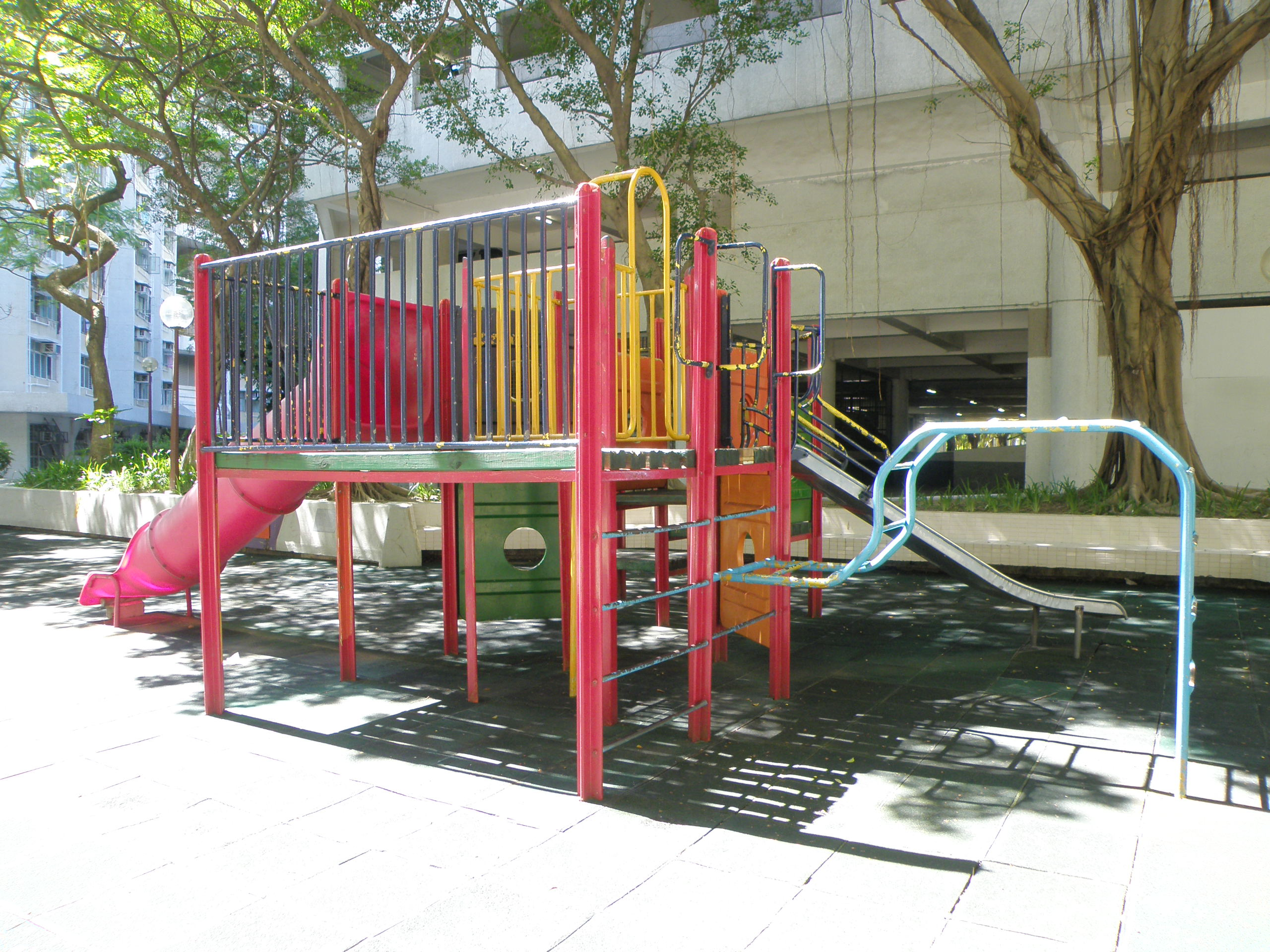
兒童遊樂場（3）
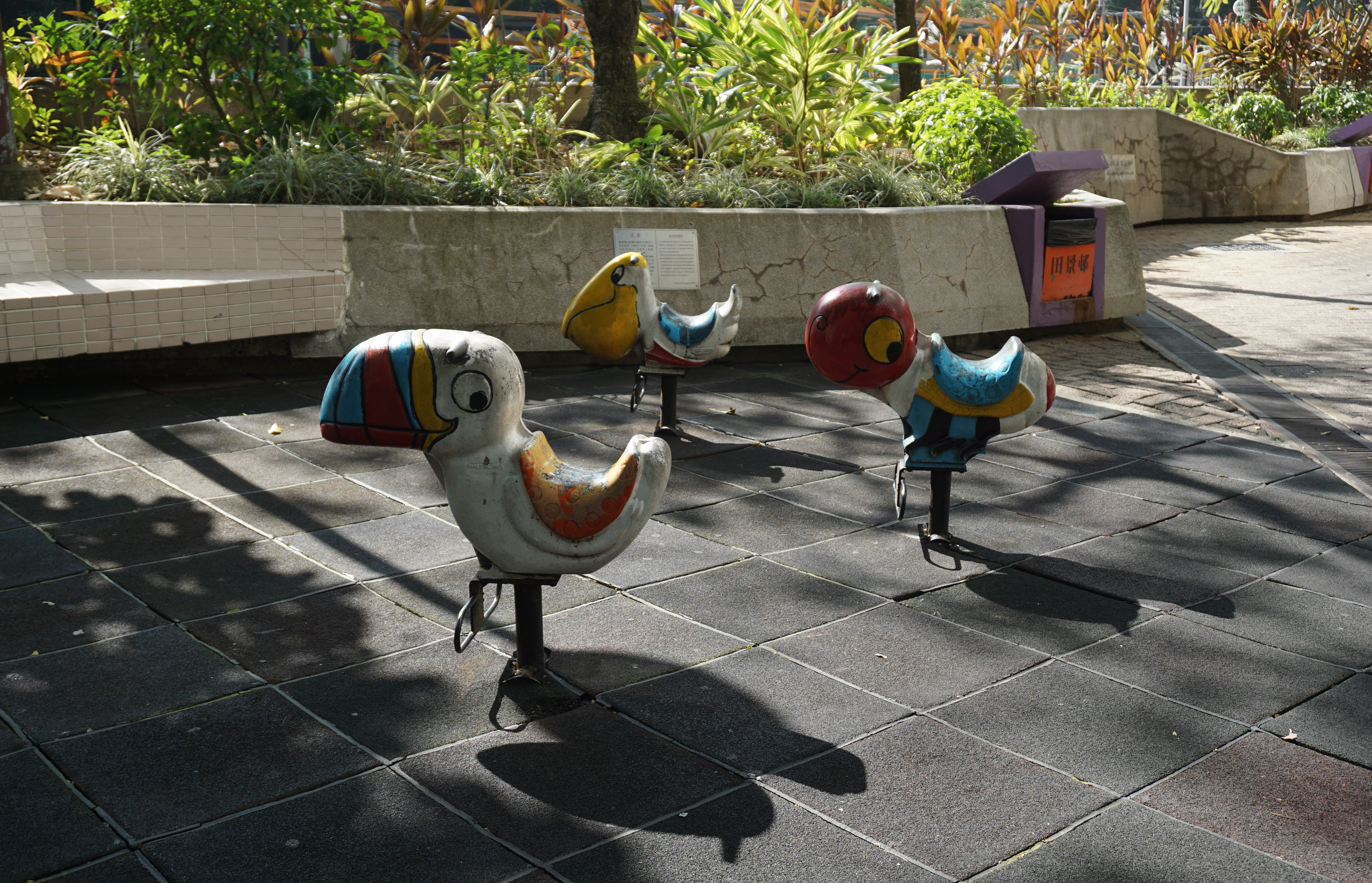
兒童遊樂場（4）
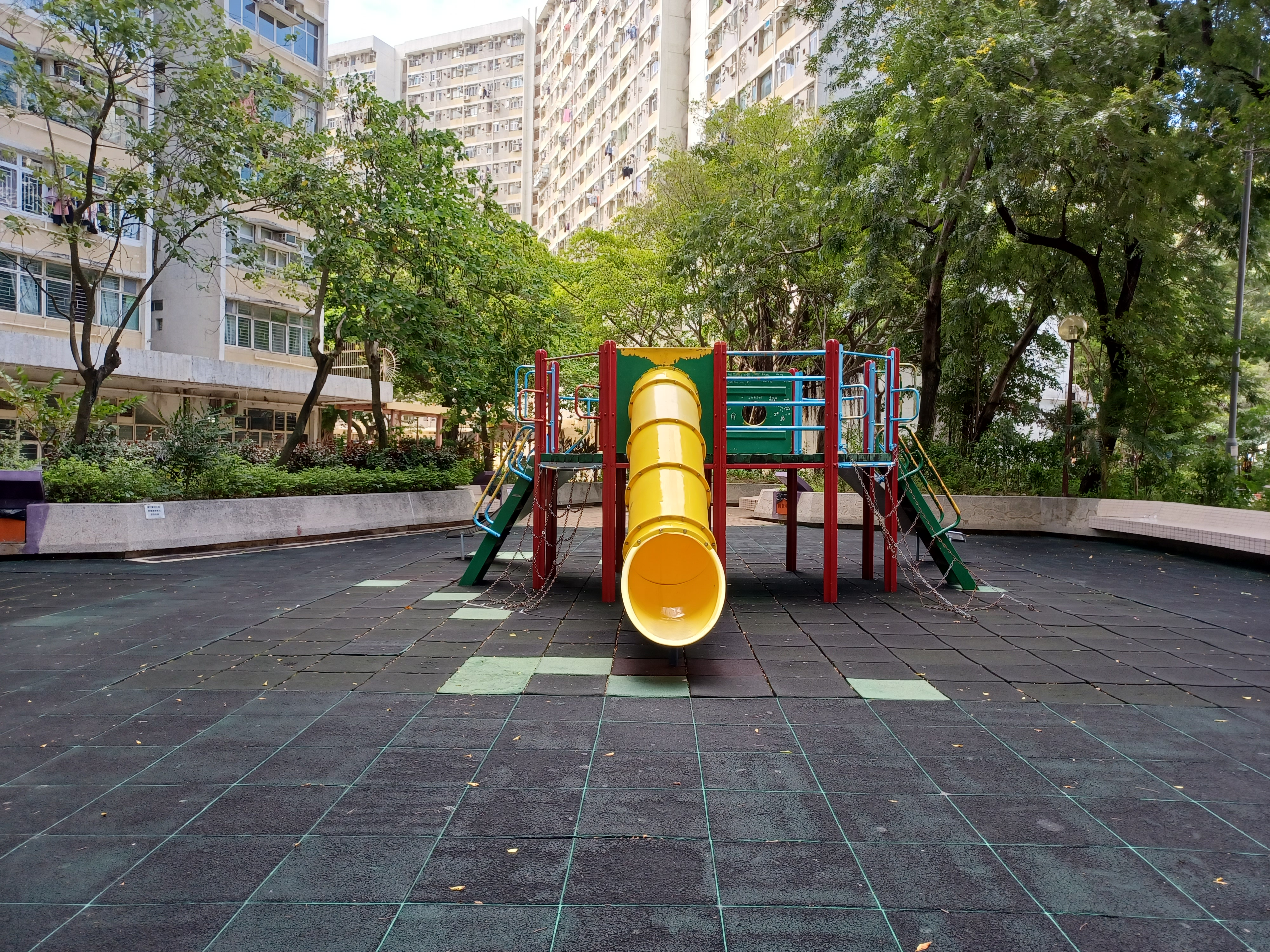
兒童遊樂場（5）
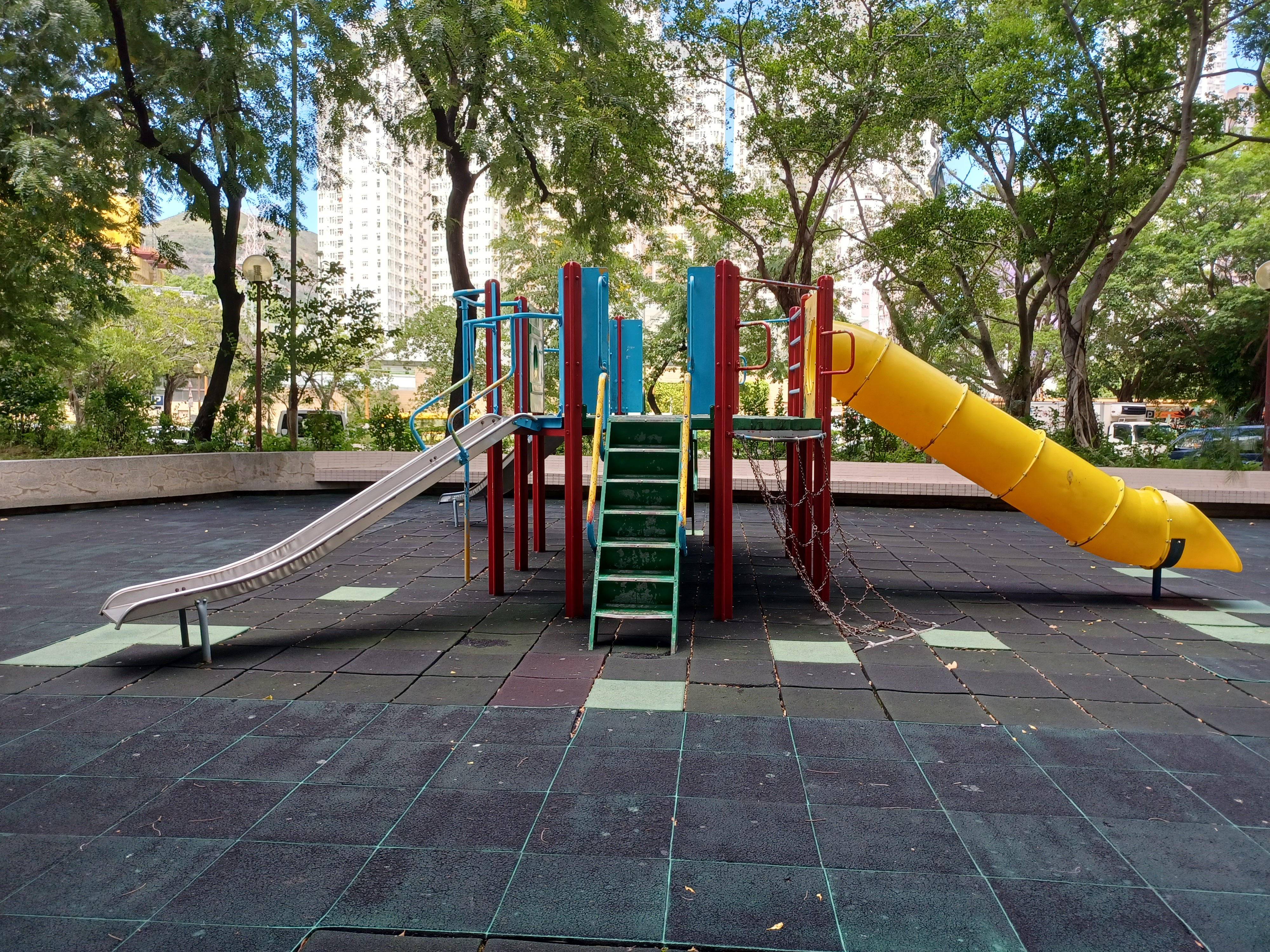
兒童遊樂場（6）
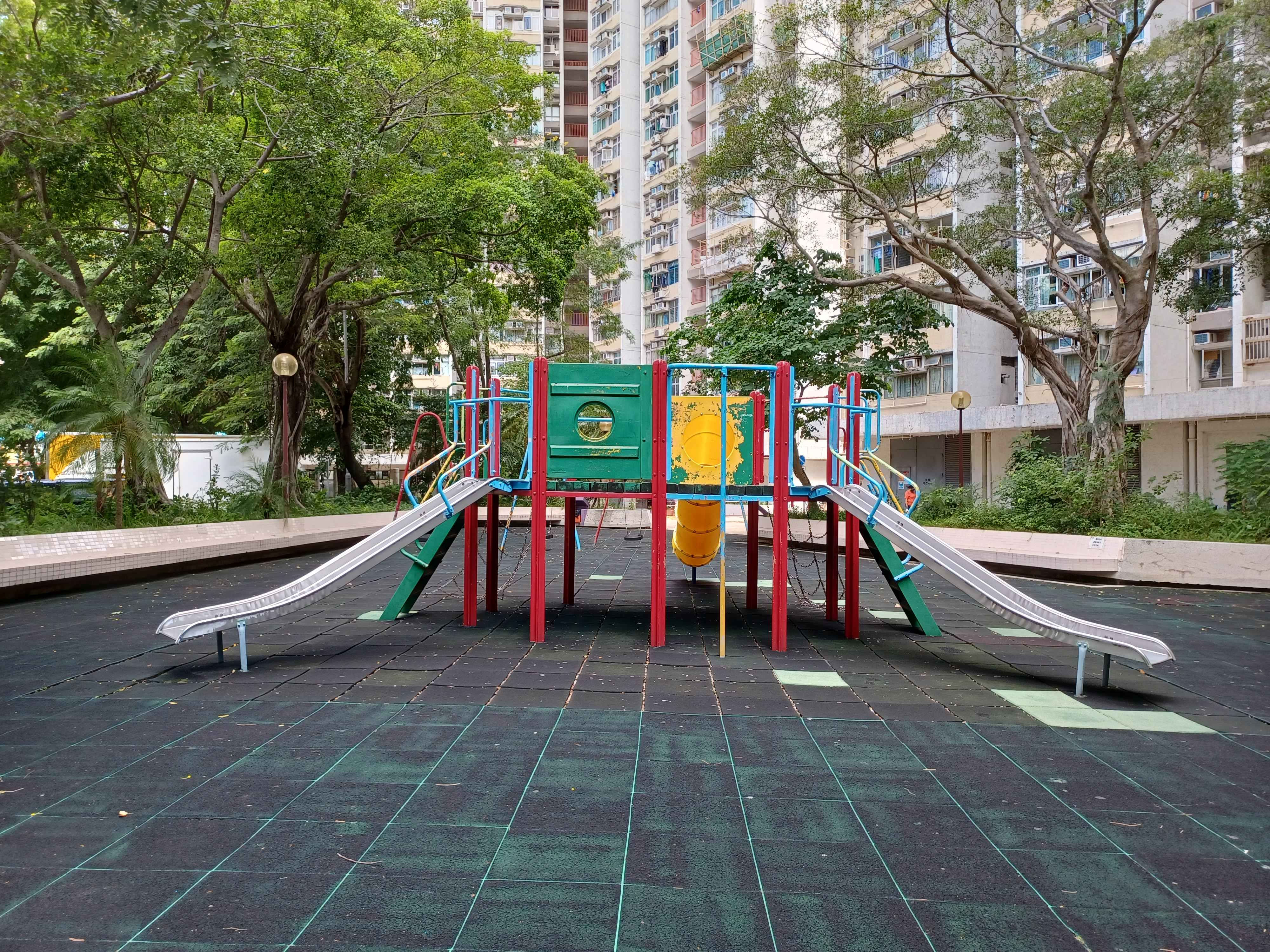
兒童遊樂場（7）
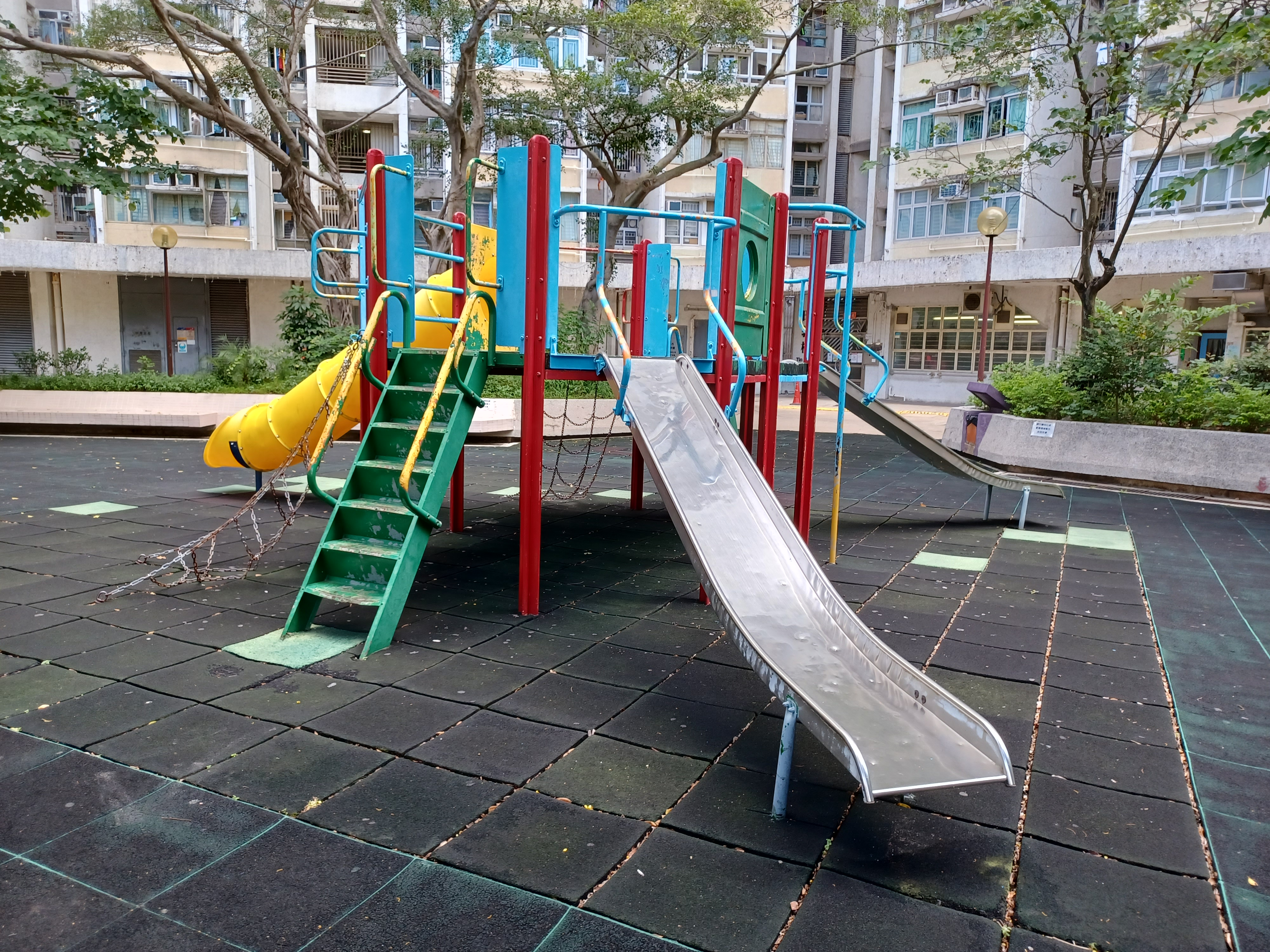
兒童遊樂場（8）
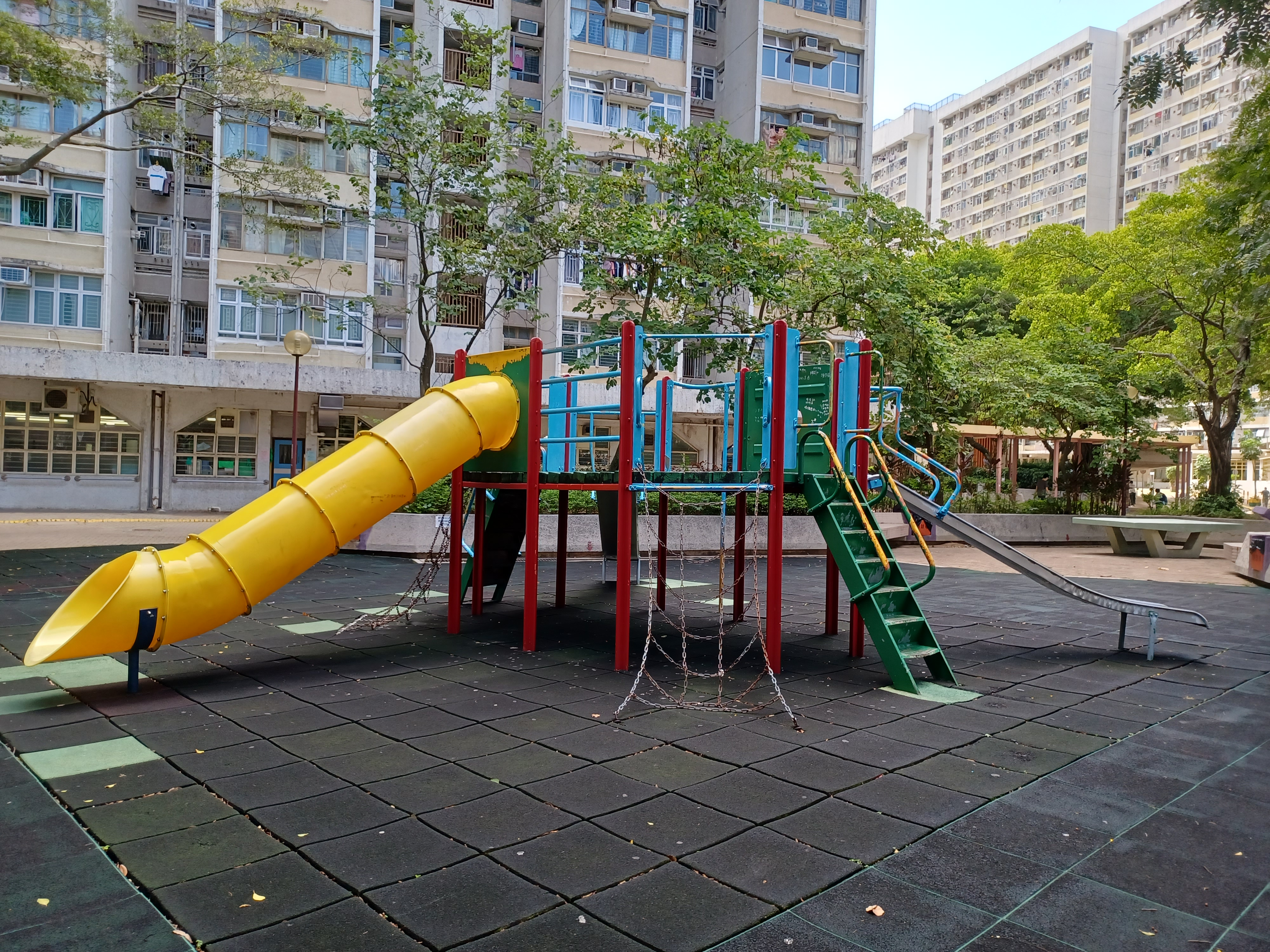
兒童遊樂場（9）

#### 兆畦苑休憩設施

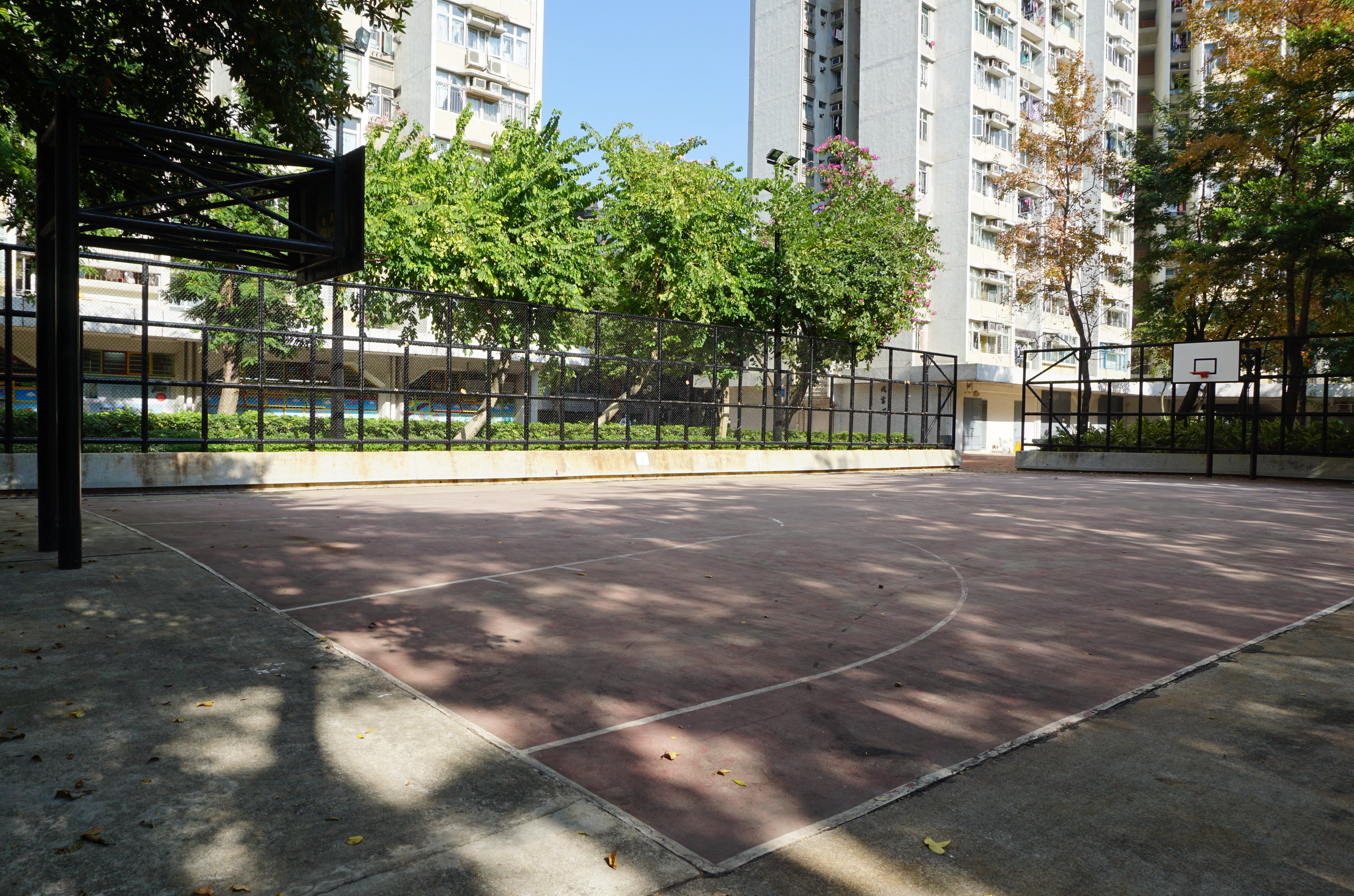
籃球場
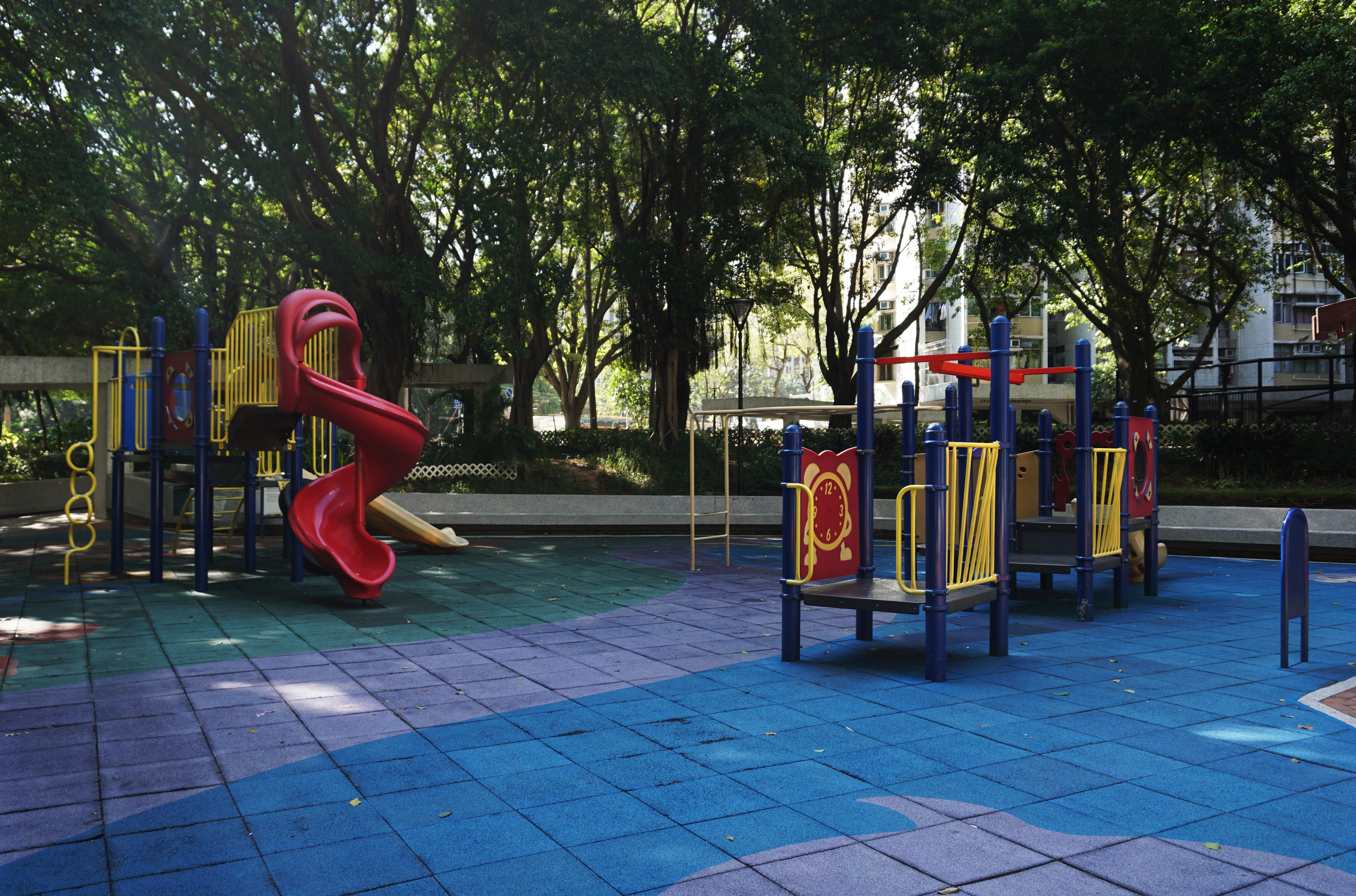
兒童遊樂場
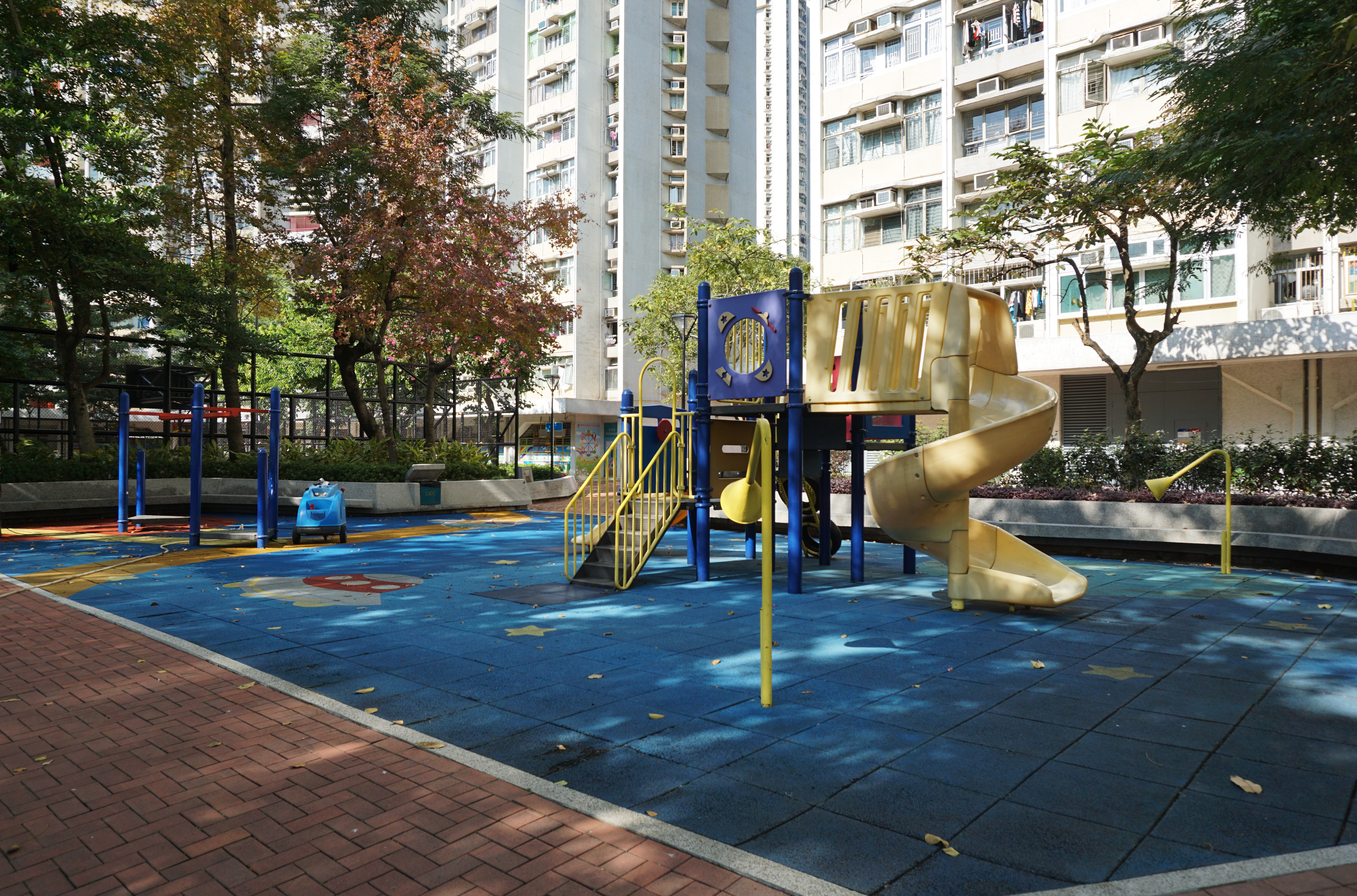
健體區（2）及兒童遊樂場（2）
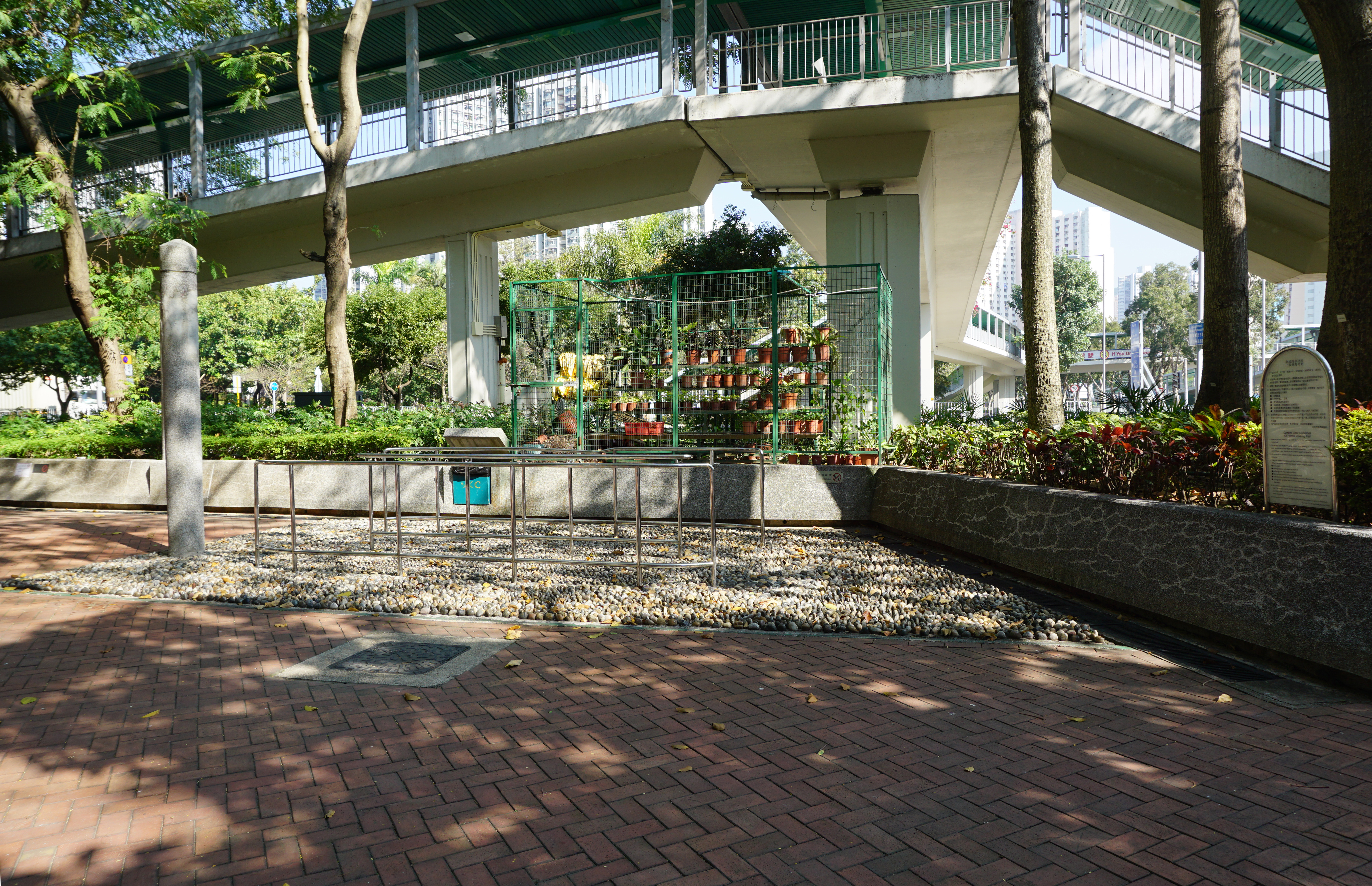
卵石路步行徑
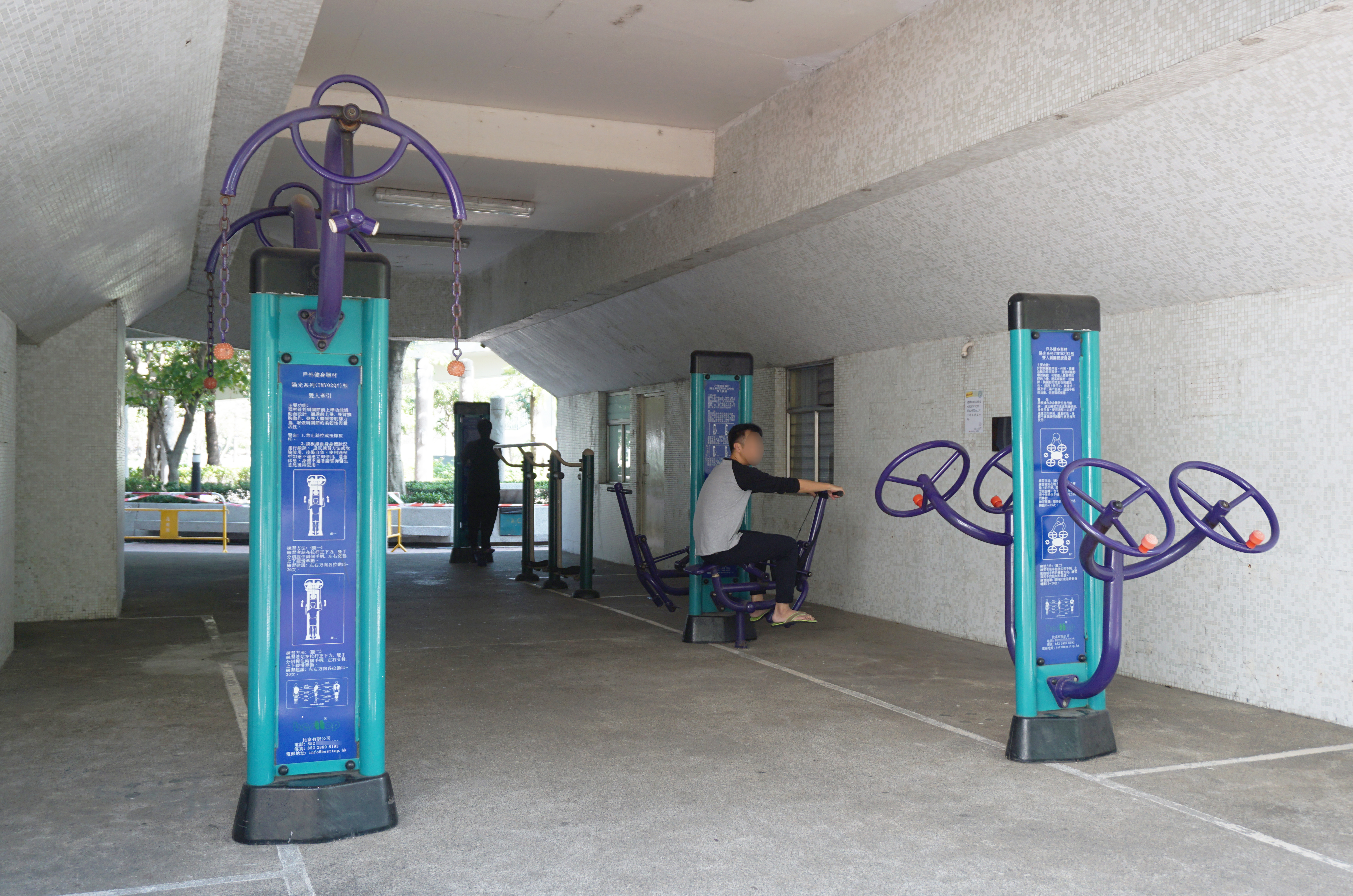
健體區
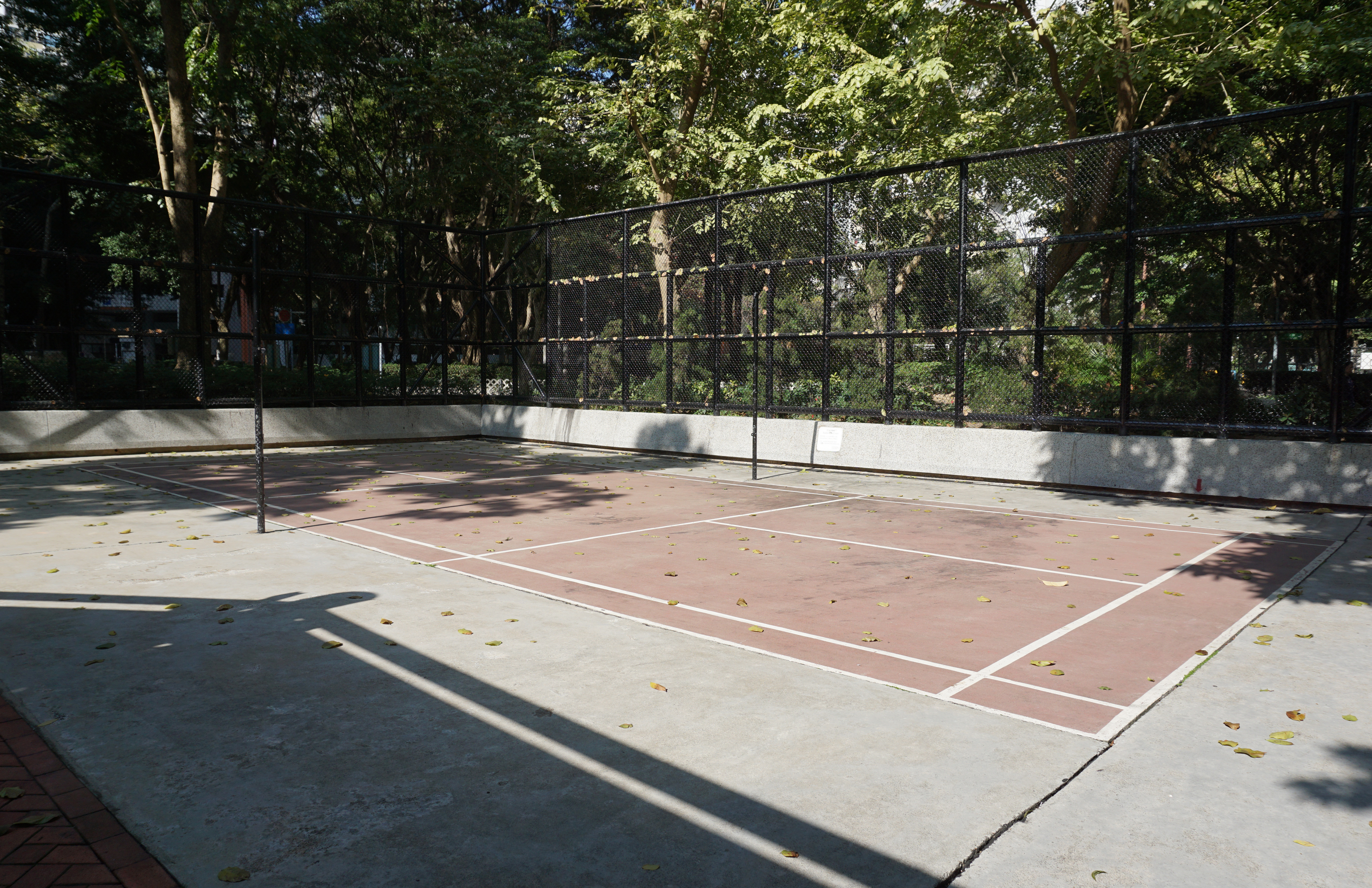
羽毛球場
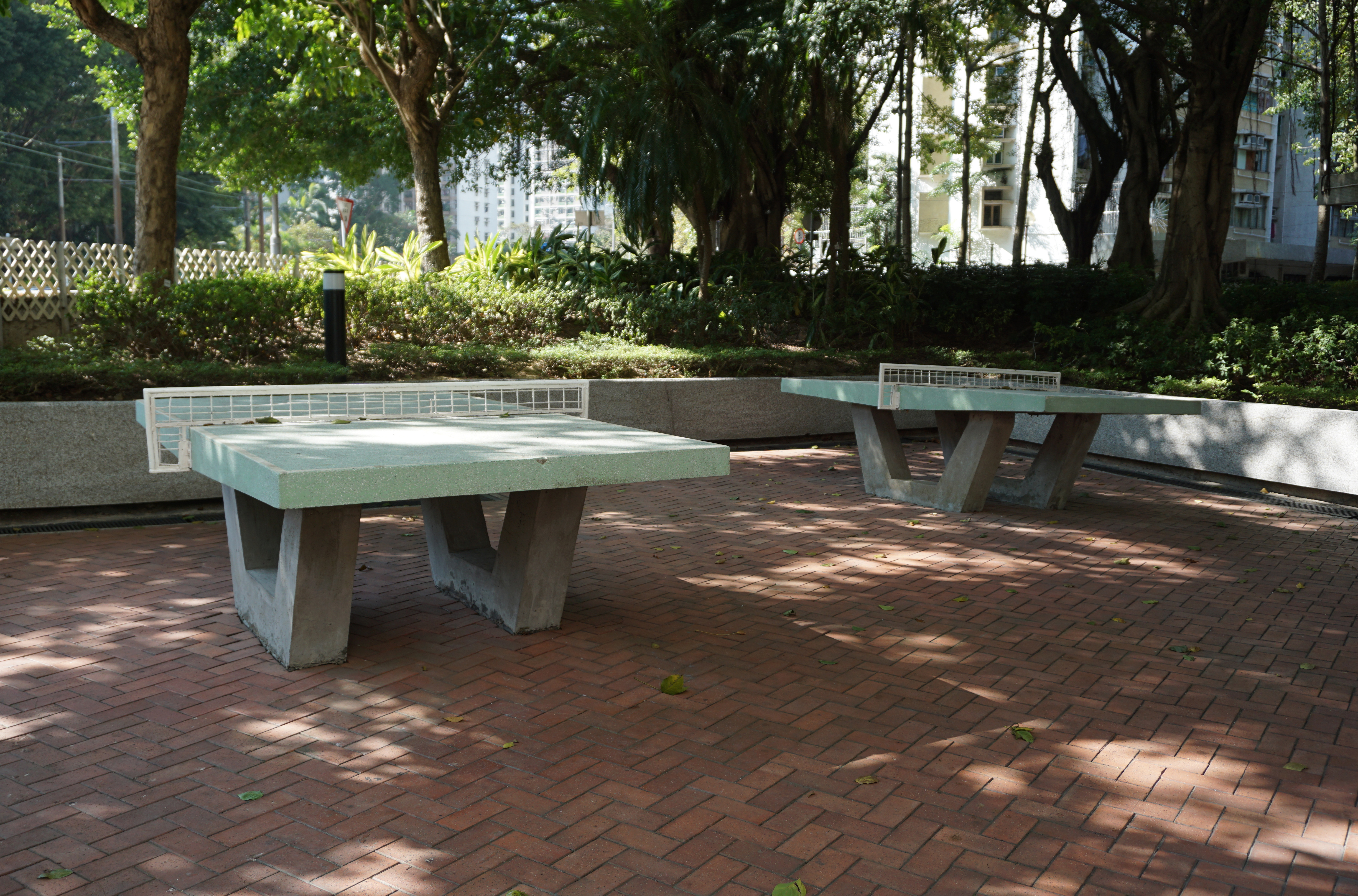
乒乓球區

## 教育及福利設施

### 小學
- 柏立基教育學院校友會何壽基學校（1989年創辦）

- 中華基督教會蒙黃花沃紀念小學（1989年創辦，是香港第二所採用標準中學校舍的小學。位於區內毗鄰屋邨良景邨內的中華基督教會基良小學 已於2008年9月正式併入本校）[9]

### 幼稚園
- 田景邨浸信會呂郭碧鳳幼稚園 （1990年創辦）（位於兆邦苑地下）
- 樂善堂張葉茂清幼稚園 （1991年創辦）（位於兆畦苑兆強閣地下）
- 東華三院方譚遠良幼兒園 （1991年創辦）（位於田裕樓地下）

### 綜合青少年服務中心
- 香港基督教協基會屯門綜合青少年服務中心 （位於田翠樓地下）

### 長者鄰舍中心
- 萬國宣道浸信會田裕浸信會長者鄰舍中心 （位於田裕樓地下A翼）

### 綜合家居照顧服務
- 鄰舍輔導會屯門區綜合家居照顧服務中心（位於田樂樓地下）

## 地方行政
田景邨、兆畦苑以及兆邦苑均屬於屯門區議會的屯門北選區，現由民主建港協進聯盟成員賴嘉汶與新民黨成員蘇嘉雯擔任當區區議員。而在立法會地區直選中，則屬於新界西北（LC8）選區。

### 區議員辦事處

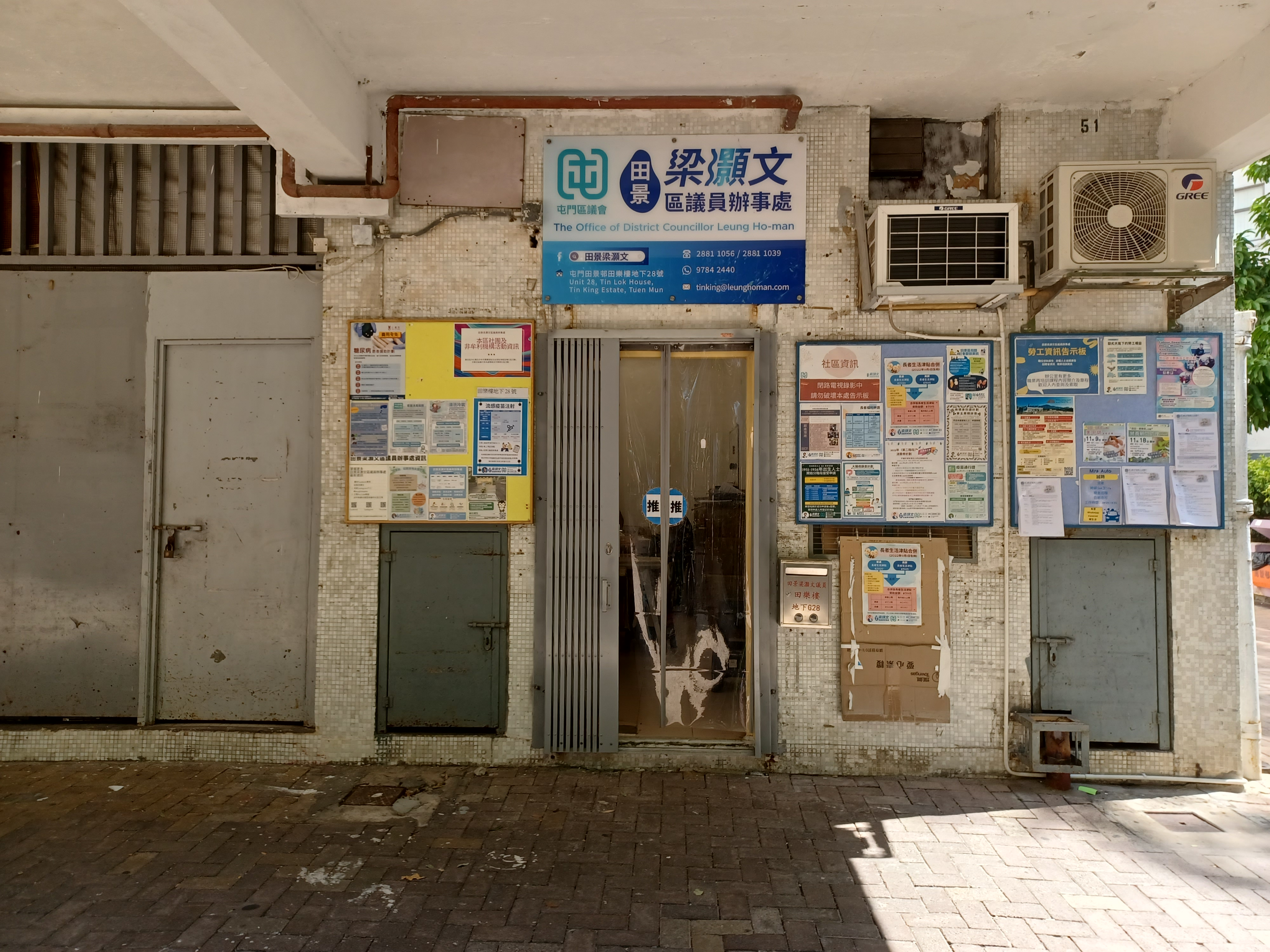
梁灝文區議員辦事處

- 謝玉玲議員辦事處：田樂樓地下28號[12]

已結束
- 梁灝文議員辦事處：田樂樓地下28號室[13]
- 李洪森議員辦事處：田樂樓地下28號[14]

### 歷屆議員
| 選區名稱 | 屆別                 | 議員   | 政治聯繫 | 政治聯繫        | 議員           | 政治聯繫       | 政治聯繫       |
| -------- | -------------------- | ------ | -------- | --------------- | -------------- | -------------- | -------------- |
| 田景     | 1991年－1994年       | 李文光 |          | 港同盟          | 定為單議席選區 | 定為單議席選區 | 定為單議席選區 |
| 田景     | 1994年－1996年       | 李文光 |          | 民主黨          | 定為單議席選區 | 定為單議席選區 | 定為單議席選區 |
| 田景     | 1996年3月4日－1999年 | 李洪森 |          | 民建聯 · 工聯會 | 定為單議席選區 | 定為單議席選區 | 定為單議席選區 |
| 田景     | 2000年－2003年       | 李洪森 |          | 民建聯 · 工聯會 | 定為單議席選區 | 定為單議席選區 | 定為單議席選區 |
| 田景     | 2004年－2007年       | 李洪森 |          | 民建聯 · 工聯會 | 定為單議席選區 | 定為單議席選區 | 定為單議席選區 |
| 田景     | 2008年－2011年       | 李洪森 |          | 民建聯 · 工聯會 | 定為單議席選區 | 定為單議席選區 | 定為單議席選區 |
| 田景     | 2012年－2015年       | 李洪森 |          | 工聯會          | 定為單議席選區 | 定為單議席選區 | 定為單議席選區 |
| 田景     | 2016年－2019年       | 李洪森 |          | 工聯會          | 定為單議席選區 | 定為單議席選區 | 定為單議席選區 |
| 田景     | 2020年－2023年       | 梁灝文 |          | 無黨籍          | 定為單議席選區 | 定為單議席選區 | 定為單議席選區 |
| 屯門北   | 2024年－2027年       | 賴嘉汶 |          | 民建聯          | 蘇嘉雯         |                | 新民黨         |

## 外部連結
- 房委會物業位置及資料 田景邨 （页面存档备份，存于）
- 房委會物業位置及資料 田景邨 （页面存档备份，存于）
- 房委會物業位置及資料 兆邦苑 （页面存档备份，存于）
- 房委會物業位置及資料 兆畦苑 （页面存档备份，存于）